# System 7
Pour l’article homonyme, voir Système 7 pour le système d'exploitation.
System 7 (connu sous le nom de 777 aux États-Unis) est un groupe britannique de techno, originaire de Chingford, en Angleterre. Il est fondé par Steve Hillage et sa femme Miquette Giraudy.
Ils ont fait une apparition live sur Canal+ dans l'émission Nulle part ailleurs et participent à l'édition 1996 du festival I Love Techno. Steve Hillage et Miquette Giraudy lancent deux projets indépendants, Mirror System et Groovy Tent.

## Histoire

### Années 1990
System 7 est l'un des premiers groupes de techno à jouer en live et développe une approche de performance live un peu plus extrême que leurs disques, avec des rythmes plus robustes et des boucles d'écho live hypnotiques. La première émission en direct de System 7 a lieu en décembre 1990 aux studios Linford de Battersea, à Londres. Elle comprenait Steve à la guitare, et Alex Paterson à jouer des samples et des versions en pré-DJing des premiers albums à venir System 7 et Orb. En 1991, il y avait encore quelques concerts et une tournée pour soutenir la sortie de l'album System 7, avec les synthétiseurs de Miquette incorporés dans le son live. En 1993, System 7, jouant en duo, développe un nouveau format technique live et rejoignit Orbital, The Drum Club et Aphex Twin lors de la tournée Midi Circus du Royaume-Uni avec Megadog.

### Festivals
En partie grâce à leur longue implication avec Megadog, en 1994, System 7 devient un groupe établi, notamment dans de nombreux festivals. En 1995, lors de sa précédente association avec Michael Eavis, Steve Hillage est chargé de superviser la préparation du premier stade officiel de musique de danse au Glastonbury Festival. Au cours des années suivantes, System 7 joue encore 15 fois à Glastonbury, souvent sur la scène Glade, un autre développement de la dance au festival qui débute en 2000. L’équipe de la scène Glastonbury Glade crée son propre festival, le festival Glade, à partir de 2004, où System 7 y joue 5 fois.
Parmi les autres festivals importants où ils ont joué, citons les festivals Phoenix, Beach Festival, Wickerman, Willowman, WOMAD, Sunrise Celebration, Waveform, Whirl-Y-Gig, Guilfest et Eden Festival (Royaume-Uni), Printemps de Bourges, Borealis et Francofolies (France), Lovefield et Burg Herzberg (Allemagne), Pink Pop et Lowlands (Pays-Bas), Festival Dour et I Love Techno (Belgique), Sonica (Italie), Open Air Field (Tchéquie), Odinstown et Roskilde (Danemark), Hultsfred et Arvika (Suède), Konemetsa (Finlande), Festival Indigo (Israël), Ozora (Hongrie), Reverence Valada, et Boom Festival (Portugal).
En dehors de l'Europe, ils ont joué aux festivals Juggernaut et Big Top (États-Unis), Fuji Rock, Summersonic, Star Festival, Amami Eclipse 2009, Hotaka, Asagiri Jam, le festival de Nagisa, Solstice Music Festival et World Festival of Sacred Music (Japon), Earthcore (Australie), Universo Paralello (Brésil), et Tribal Gathering (Panama).

### Mirror System Live
Le projet parallèle de System 7, Mirror System, fait ses débuts au théâtre ID Spiral du UK Sunrise Celebration Festival en 2006, suivi de près par un ensemble également avec ID Spiral au Glade Festival de cette année. En 2007, ID Spiral ouvre le salon InSpiral à Camden, Londres, mais aussi les InSpiral New Year Parties. Mirror System Live devient également populaire au Japon et dans les festivals de transe européens où ils sont réservés comme spectacle de clôture décontracté à Sonica (2 fois), Ozora (3 fois) et au Boom Festival, où en 2016 ils jouent leur dernier set avec une interprétation en direct de Rainbow Dome Musick.Cette capacité à passer en douceur du froid profond aux rainures dansantes qui conservent toujours l'élément froid a été un facteur important dans l'approche du Mirror System Live.

## System 7 au Japon
Depuis leur première représentation, lors de la soirée de clôture du club on Air de Tokyo, le 4 mai 1994, avec Orbital et Alex Paterson, System 7 effectue une tournée au Japon à 28 reprises. En outre, Steve Hillage voyage au Japon pour jouer avec Manuel Göttsching au Metamorphose Festival (2010) et pour jouer avec Tomita au Free Dommune Festival en 2013, en plus d'une visite supplémentaire pour mixer l'album Phoenix Rising en février 2013. System 7 entretient des relations privilégiées avec le Japon et sont étroitement associés au développement musical de danse en live dans ce pays. Dans le prolongement de ce lien spirituel particulier, System 7 jouait le rôle unique de musique de danse électronique au Festival mondial de musique sacrée au sanctuaire d'Itsukujima sur Miyajima en 2001, et offrait également un hōnō (dédicace) à Tenkawa-Daibenzaiten-sha (Tenkawa à Nara en 2013).
En 2006, ils sont approchés par Rumiko Tezuka, fille du mangaka Osamu Tezuka, pour voir s'ils étaient intéressés par des interprétations musicales des romans graphiques de manga Phoenix de son père. Rumiko s'intéresse d'abord à System 7 après les avoir vus jouer au festival de Miyajima. Ce projet excite System 7 et aboutissait directement à leur album Phoenix (sorti au Japon en 2007), qui devint leur album le plus vendu au Japon et produisit également leur single japonais à succès Hinotori (qui signifie « oiseau de feu » en français). Le thème de Phoenix, avec l'approbation de Rumiko Tezuka, se poursuit avec l'album de System 7 et une collaboration avec le groupe japonais Rovo, intitulé Phoenix Rising, et présentant également la réinterprétation en direct du morceau Hinotori par Rovo. D'autres collaborations d'enregistrement et de remix de System 7 au Japon sont réalisées avec Mito (du groupe Clammbon), Sugizo et Joujouka, le groupe formé par le réputé DJ trance psychédélique japonais Tsuyoshi Suzuki.

## Discographie

### Albums studio
- 1991 : System 7
- 1993 : 777 (réédité le 26 mai 2003)
- 1994 : Point 3 : Fire album (réédité le 26 mai 2003)
- 1994 : Point 3 : Water album (réédité le 26 mai 2003)
- 1996 : Power of Seven (réédité le 13 novembre 2000)
- 1997 : Golden Section (réédité le 26 mai 2003)
- 2001 : Seventh Wave
- 2004 : Encantado
- 2008 : Phoenix
- 2011 : Up
- 2013 : Phoenix rising (avec Rovo)
- 2015 : X-Port
- 2020 : Field of Dreams

### Mirror System
- 2006 : Mirror System
- 2010 : Reflector - DJ Mix
- 2015 : N-Port
- 2015 : System 7 /  Mirror System  –  N + X (inclut 3 morceaux de System 7 et 3 de Mirror System)

### Compilations
- 1996 : System Express (réédité le 13 novembre 2000)
- 2002 : Mysterious Traveller (avec Derrick May)
- 2006 : Planet 7 (disponible via iTunes seulement)
- 2011 : Classics
- 2014 : Out

### Albums américains
- 1992 : 777 (version américaine de l'album System 7)
- 1995 : System 7.3: Fire + Water (parution américaine des deux albums Point 3 de System 7)

### Albums live
- 2006 : Live Transmissions

### DJ Mixes
- 1996 : System Express
- 2006 : The Art of Chill 3 (inclut un morceau de Mirror System and Alex Paterson : Flex-E-Fun, un morceau de Mirror System & Ucef : Hilal, un morceau de Mirror System : Mirror Beach (Iron Sands Rerub By Pitch Black) et finalement 2 morceaux de System 7 : Borobudur (The Art of Chill Mix) et Kupuri)

### Groovi Intent
- 1998 : Matsurhythm 1 (artistes variés - inclut un morceau de Groovy Intent : Om Rock)

### Singles
- 1990 : Sunburst
- 1991 : Habibi
- 1991 : Freedom Fighters
- 1991 : Miracle
- 1992 : 7:7 Expansion
- 1993 : Sinbad/Quest
- 1995 : Alpha Wave
- 1996 : Hangar 84
- 1996 : Interstate
- 1997 : Rite of Spring
- 1998 : Ring of fire
- 2001 : High Planes Drifter
- 2004 : Planet 7
- 2004 : Love Mission (Mission Love, I Move, Teotihuacan, Om Rock (de Groovy Intent) (EP téléchargeable uniquement)
- 2008 : Space Bird
- 2010 : AlphaWave/HPD
- 2012 : Passion
- 2013 : Hinotori (avec Rovo)